# Distributism
Distributism är ett ekonomiskt system formulerat av bland andra de katolska tänkarna G.K. Chesterton och Hilaire Belloc för att konkretisera principerna i katolsk sociallära.
Enligt distributismen bör ägandet av produktionsmedlen spridas på så många ägare som möjligt, i motsats till centralisering till staten (i statssocialismen) eller ett fåtal rika storägare (som kapitalism ofta resulterar i). Chesterton sammanfattade konceptet: "För mycket kapitalism betyder inte att det finns för många kapitalister utan för få."
Distributism har ofta setts som en tredje väg mellan kapitalism och socialism. Anhängare av distributismen har ibland hänvisat till exempel medeltiden för att påvisa distributismens stabilitet över tid.

## Ekonomisk teori

### Privat egendom
I ett distributivt system skulle de flesta människor kunna vara yrkesverksamma utan att förlita sig på andras egendom. Exempel på detta är bönder som äger sin egen mark med tillhörande maskiner, rörmokare som äger sina egna verktyg, mjukvaruutvecklare som äger sin egen dator, etc. Den kooperativa inställningen tar resonemanget ytterligare ett steg genom att godta att sådan egendom också kan ägas gemensamt av lokala sammanslutningar (underförstått: i en vidare krets än enskilda familjer), såsom affärskompanjoner.

### Gillessystem
En ekonomisk ordning av den typ som de tidiga distributisterna såg framför sig skulle involvera en övergång till någon typ av gillessystem. De existerande fackförbunden anses inte vara kompatibla med distributismens ekonomiska system, eftersom fackförbund är organiserade med klass som grund. Gillen skulle istället vara sammanslutningar av människor från olika klasser (både arbetsgivare och anställda) som verkar tillsammans till ömsedidig nytta.

### Banker
Distributismen förespråkar antingen ett förbud mot privata banker eller åtminstone stopp för vinstinriktad bankverksamhet. Detta behöver inte nödvändigtvis betyda förstatligande, men kan medföra statliga ingripanden av något slag. Distributister ser positivt på andelsbanker som ett alternativ till privata banker.

## Social teori

### Familjen
Distributismen ser kärnfamiljen (en man, en kvinna och deras barn) som den primära sociala enheten och som grunden för ett distributistiskt samhälle. Denna enhet anses också utgöra grunden för storfamiljen, där flera generationer kan ingå och som i sin tur anses inbäddad i lokalsamhällen, nationer etc. Samhällets ekonomiska system bör därför, enligt distributismen, fokusera på att familjer skall blomstra ekonomiskt, inte individen. Av denna anledning är distributismens ekonomiska politik ofta fokuserad på familjeföretag.

### Subsidiaritet
Distributismen lägger stor vikt vid subsidiaritetsprincipen. Den går ut på att ingen större enhet (social, ekonomisk eller politisk) bör utföra en funktion som kan skötas av en mindre enhet. Påve Pius XI har i encyklikan Quadragesimo Anno uttryckt en klassisk formulering av detta synsätt: 
| ” | "Just as it is gravely wrong to take from individuals what they can accomplish by their own initiative and industry and give it to the community, so also it is an injustice and at the same time a grave evil and disturbance of right order to assign to a greater and higher association what lesser and subordinate organizations can do." | „ |

  Därför hävdar distributismen att all produktion (den enligt distributismen viktigaste ekonomiska verksamheten) bör utföras av så små enheter som möjligt. 

Pius XI säger också i Quadragesimo Anno: 
| ” | "every social activity ought of its very nature to furnish help to the members of the body social, and never destroy and absorb them." | „ |

För att hindra stora privata organisationer från att dominera den politiska sfären applicerar distributisterna subsidiaritetsprincipen på såväl ekonomiska som sociala och politiska områden.

### Ett samhälle av hantverkare
Distributismen föredrar ett samhälle av hantverkare, med vilket man menar att fokus bör läggas på småföretagande samt främjande av lokal kultur och småskalig produktion (i motsats till storskalig massproduktion) Tanken är att hantverkssamhället uppfyller det distributistiska idealet med en förening av kapital, ägarskap och produktion, vilket man ställer i motsats till den alienation av människan från arbetet som man menar är fallet i nuvarande system. Detta ska dock inte ses som att man är motståndare till teknologisk utveckling, utan snarare att man önskar ett mer lokalt ägande av fabriker och industricentra. Man motsätter sig till exempel flytt av mat- och textilproduktion till låglöneländer.

### Statliga trygghetssystem
Flera företrädare för distributismen (som till exempel Dorothy Day i Förenta Staterna) har varit motståndare till utbyggnaden av socialförsäkringssystem med motiveringen att det alienerar människan och gör henne mer beroende av staten.